# Think About Mutation
Think About Mutation (TAM, англ. Подумай про мутацію) — німецький музичний проект, що виконував музику в стилі індастріал-метал з елементами рейву, техно, дум-металу, брейкбіту. Цей жанр навіть отримав окрему назву — рейв-метал.
Проект проіснував десять років (1992-2002), випустив п'ять альбомів та шість синглів. Творчість TAM мала значний вплив на формування музики індустріальних та техно-напрямків у 90-і. У 2006 році двоє колишніх учасників проекту створили новий проект — The Sonic Boom Foundation.

## Дискографія

### Альбоми
- Motorrazor (Dynamica, 1993)
- Housebastards (Dynamica, 1994)
- Hellraver (Dynamica, 1996)
- Virus (Motor / Universal 1997)
- Highlife (Motor / Universal 1999)

### EP
- MotorRazor 96 (1996)
- Reflect It (1997)
- Visions (1997)
- Irregular (1998)
- Trash / Flash (1998)
- Two Tribes (1999)

### Збірки
- A Label Introduction (CD), Gasoline, Machinery Records, Dynamica, 1995
- New Industries (Comp) (2 versions), Kerosene, Dynamica, 1995
- Machinery Vol. 1 (Cass), River, Koch International, 1996
- Best Of + One (2xCD, Ltd), Motorrazor 96, Machinery Records, 1997
- Moonraker Vol. 3 (2xCD, Comp), Kerosene, Sub Terranean, 1997
- Motor Info CD November 97 (CD, Promo), Reflect It, Motor Music, 1997
- Off Road Tracks Vol. 4 (CD, Comp, Promo, Car), Powered States, Metal Hammer (Germany), 1997
- Pop.Komm 97 (CD, Promo), Visions Over Me, Motor Music, 1997
- Crossing All Over! — Vol. 7 (2xCD, Comp), Irregular, Universal, 1998
- Motor Info CD Januar 98 (CD, Promo), Irregular, Motor Music, 1998
- Zillo Festival Sampler 1998 (2xCD), Reflect It, Zillo, 1998
- Extrem Terror (CD + CD-ROM), Powered States, Nuclear Blast, 2000

### Кліпи
- Irregular[1] (1997)
- Two Tribes[2] (1999)

## Зовнішні посилання
- Офіційний сайт [Архівовано 21 лютого 2014 у Wayback Machine.]
- Think About Mutation на сайті myspace.com (англ.)
- Allmusic
- Біографія на MusicMight[недоступне посилання з лютого 2019]
- Повна дискографія [Архівовано 26 жовтня 2012 у Wayback Machine.]
- The Sonic Boom Foundation [Архівовано 22 листопада 2021 у Wayback Machine.]